# 胡敏芝
胡敏芝（英語：Karen Wu Man Chi，1999年6月1日—），是香港無綫電視基本合約女藝員，2021年無綫電視藝員訓練班學員，畢業後加入無綫電視。2022年加入J2台，是22位J2ers之一。

## 簡歷
胡敏芝早年在黃大仙區長大，2009年之前就讀彩雲聖若瑟小學下午校，2011年畢業於佐敦谷聖若瑟天主教小學，繼而在2017年畢業於慈雲山德愛中學。同年入讀香港中文大學新聞及傳理系，2021年畢業後投考無綫電視無綫電視第31期藝員訓練班，隨後加入無綫電視J2台成為J2ers。2023年, 拍攝綜藝節目《荷蘭Pop Guide》時親身體驗荷蘭的「紅燈櫥窗」, 感受紅燈區性工作者生活。
2025年，夥拍鄭詩君、陸永權主持《旅行最緊要近》。

## 演出

### 電視劇（無綫電視）
- 2021年起：《愛·回家之開心速遞》 飾 食客（第1514集）、工作人員（第1515集）、女髮型師（第1529集）、美女（第1618集）、謝姑娘（第1645集）
- 2022年：《青春本我》 飾 同學
- 2023年：《隱門》 飾 模特兒（第14集）
- 2025年：《麻雀樂團》 飾 程晴

### 電視節目（無綫電視）
- 2021年：《大玩特玩萬聖節》助手
- 2023年：《咁你都唔識》
- 2023年：《獎門人秋季感謝祭》

### 電視節目（J2台、TVB Plus）
- 2021年：《搵鬼去電視城》主持
- 2022年：《世界轉運攻略》主持
- 2022年：《冇人性教育》主持
- 2022年：《咔嚓咔嚓》第11集嘉賓
- 2022年：《Blah Blah BLAH 試新室!!》主持
- 2022年：《不正常愛情研究所》主持
- 2022年：《搵鬼同你瞓》主持
- 2023年：《還原神之食》主持
- 2023年：《荷蘭Pop Guide》主持
- 2023年：《野外步出3玩野加大馬》主持
- 2023年至2024年：《荷蘭筍工》主持
- 2025年：《旅行最緊要近》主持

## 外部連結
- 胡敏芝的Instagram帳戶